# Lev Shestakov
Lev Lvóvich Shestakov (en ruso: Шестаков Лев Львович) (Avdíivka, 28 de diciembre de 1915- 13 de marzo de 1944) fue un aviador soviético, combatiente en la Segunda Guerra Mundial y la guerra civil española.

## Biografía
Después de graduarse en el colegio militar en 1936, Shestakov combatió por primera vez en España, formando un escuadrón de combate en 1937. Volando con el Polikarpov I-16 en el bando republicano, se convirtió en una de las formaciones más exitosas con ocho victorias y 31 derribos. Durante la invasión alemana de la Unión Soviética en junio de 1941, Shestakov lideró el escuadrón de combate 69th IAP en el frente de Odesa. Después de esto y durante los siguientes años, combatió en 32 frentes y participó en más de 200 misiones, incluyendo Stalingrado, hecho que lo hizo ser ascendido hasta coronel. 
El 13 de marzo de 1944 fue abatido durante una interceptación de bombarderos alemanes. Se especula que fue derribado mientras atacaba el avión de Hans-Ulrich Rudel, quien en sus memorias relata cómo tras derribar su artillero, Ernst Gadermann, un avión que los atacaba, reinó la confusión entre los demás atacantes soviéticos, que en la radio mencionaban que el piloto derribado era un Héroe de la Unión Soviética. Sus 26 victorias en la Gran Guerra Patria incluyen un total de 65 aviones abatidos. Sus condecoraciones incluyen la de Héroe de la Unión Soviética, la Orden de Lenin, la Orden de la bandera roja, y la Orden de la guerra patriótica. 
Según la investigación de Tomas Polak y Christopher Shores, Shestakov figura en la segunda posición de los mejores pilotos rusos de todos los tiempos, por delante de Iván Kozhedub (62) y detrás de Vasili Naydenko (99).